# كارولينا كريشنتيني
كارولينا كريشنتيني (بالإيطالية: Carolina Crescentini)‏ (ولدت في 18 أبريل 1980 في روما) ممثلة إيطالية عرفت بظهورها فيلم قل لي عن الحب، إخراج سيلفيو موتشينو عملت مع جوليانو مونتالدو في شياطين سانت بطرسبرغ وفيلم ليلة قبل الامتحانات - اليوم إخراج
فاوستو بريزي (2007).
في عام 2008 رشحت كريشنتيني لنيل جائزة ديفيد دي دوناتيلو لأفضل ممثلة مساعدة بفضل أدائها في فيلم الإيطالي الإسباني بارلامي دي أمور.

## روابط خارجية
- كارولينا كريشنتيني على موقع IMDb (الإنجليزية)
- كارولينا كريشنتيني على موقع روتن توميتوز (الإنجليزية)
- كارولينا كريشنتيني على موقع ألو سيني (الفرنسية)
- كارولينا كريشنتيني على موقع أول موفي (الإنجليزية)
- كارولينا كريشنتيني على موقع قاعدة بيانات الفيلم (الإنجليزية)
- كارولينا كريشنتيني على موقع كينوبويسك (الروسية)